# Lijst van beklimmingen in de Ronde van Vlaanderen
De lijst van beklimmingen in de Ronde van Vlaanderen geeft een overzicht van heuvels die onderdeel zijn (geweest) van het parcours van de wielerklassieker Ronde van Vlaanderen.

## A
- Achterberg
- Den Ast

## B
- Berendries
- Berg Hostellerie
- Berg ten Houte
- Berg ten Stene
- Boigneberg
- Bosberg
- Bosgat
- Bossenaarberg
- Bovenstraat/Kouterberg

## E
- Edelareberg
- Eikenberg
- Eikenmolen

## F
- Flierendries
- Het Foreest

## G
- Grotenberge

## H
- Hoogberg-Hotond

## K
- Kanarieberg
- Kapelleberg
- Kasteelstraat
- Kattenberg
- Keiweg-Leberg
- Kloosterstraat
- Kluisberg
- Knokteberg
- Koppenberg
- Kortekeer
- Kouterberg
- Kruisberg
- Kwaremont

## L
- Ladeuze
- Leberg

## M
- Molenberg
- Muur van Geraardsbergen
- Muziekberg

## N
- Nellekensberg
- Nokereberg

## O
- Onderbossenaarstraat
- Oude Kruisberg
- Oude Kwaremont

## P
- Parikeberg
- Paterberg
- Pijpketel
- Pollareberg
- Pottelberg

## R
- Rekelberg

## S
- Semmerzake
- Slijpstraat-Kortendries
- Statieberg
- Steenbeekberg
- Steenbeekdries
- Steenberg
- Stokstraat

## T
- Taaienberg
- Tenbosse
- Tiegemberg

## V
- Valkenberg (Brakel)
- Varent
- Volkegemberg

## W
- Wolvenberg

1913 · 
1914 · 
1915 · 
1916 · 
1917 · 
1918 · 
1919 · 
1920 · 
1921 · 
1922 · 
1923 · 
1924 · 
1925 · 
1926 · 
1927 · 
1928 · 
1929 · 
1930 · 
1931 · 
1932 · 
1933 · 
1934 · 
1935 · 
1936 · 
1937 · 
1938 · 
1939 · 
1940 · 
1941 · 
1942 · 
1943 · 
1944 · 
1945 · 
1946 · 
1947 · 
1948 · 
1949 · 
1950 · 
1951 · 
1952 · 
1953 · 
1954 · 
1955 · 
1956 · 
1957 · 
1958 · 
1959 · 
1960 · 
1961 · 
1962 · 
1963 · 
1964 · 
1965 · 
1966 · 
1967 · 
1968 · 
1969 · 
1970 · 
1971 · 
1972 · 
1973 · 
1974 · 
1975 · 
1976 · 
1977 · 
1978 · 
1979 · 
1980 · 
1981 · 
1982 · 
1983 · 
1984 · 
1985 · 
1986 · 
1987 · 
1988 · 
1989 · 
1990 · 
1991 · 
1992 · 
1993 · 
1994 · 
1995 · 
1996 · 
1997 · 
1998 · 
1999 · 
2000 · 
2001 · 
2002 · 
2003 · 
2004 · 
2005 · 
2006 · 
2007 · 
2008 · 
2009 · 
2010 · 
2011 · 
2012 · 
2013 · 
2014 · 
2015 · 
2016 · 
2017 · 
2018 · 
2019 · 
2020 · 
2021 · 
2022 · 
2023 · 
2024
Lijst van beklimmingen